# D - la Repubblica delle donne
D - la Repubblica delle donne è un magazine allegato al quotidiano la Repubblica, in edicola il sabato, che tratta attualità, società, cultura e moda.

## Storia
Lanciato nel maggio 1996 da Daniela Hamaui, D nasce come un allegato, ma col tempo è di fatto diventata una rivista indipendente dalla casa madre. Il settimanale si distingue per il suo format "di rottura" rispetto ad altre pubblicazioni femminili, dando ampio spazio a temi di attualità attraverso contributi giornalistici presi a prestito da la Repubblica, rendendolo apprezzabile anche da un pubblico maschile. Nel 2002 Carlo De Benedetti sceglie l'Hamaui come direttore de L'Espresso fino al 2010, quando diventa direttore editoriale dei periodici de la Repubblica, poi direttore della rivista Velvet nel 2011.
Dall'ottobre 2014 esiste uno spin-off maschile, Dlui di Repubblica, con una periodicità trimestrale. Dal 1º Novembre 2021 la rivista è diretta da Emanuele Farneti e Simona Movilia. In passato le direttrici dell'inserto sono state la succitata Hamaui (1996-2002), Kicca Menoni (2002-2009), Cristina Guarinelli (2009-2012) di nuovo Daniela Hamaui (2012 - 30 novembre 2015), e infine Valeria Palermi (1º dicembre 2015 — 31 ottobre 2021).